# جانلوئیجی ساکارو
جانلوئیجی ساکارو (ایتالیایی: Gianluigi Saccaro؛ (زادهٔ ۲۹ دسامبر ۱۹۳۸ – درگذشتهٔ ۱۷ فوریهٔ ۲۰۲۱) شمشیرباز اهل ایتالیا بود.
وی در مسابقات کشوری و بین‌المللی در مجموع برندهٔ ۱ مدال طلا، ۱ مدال نقره، ۱ مدال برنز شده‌است.